# Lars Erik Lund
Lars Erik Lund (* 25. Juli 1974 in Oslo) ist ein norwegischer Eishockeyspieler, der seit 2001 bei Vålerenga IF Oslo in der norwegischen GET-ligaen spielt.

## Karriere
Lund begann seine Karriere als Eishockeyspieler in seiner Heimatstadt bei Vålerenga IF Oslo, für dessen Profimannschaft er von 1996 bis 1999 in der GET-ligaen aktiv war. Daraufhin wechselte er für zwei Jahre zu dessen Ligarivalen Frisk Tigers. 2001 kehrte er nach Oslo zurück und spielt seither ausschließlich für den Hauptstadtclub. Er ist siebenfacher Norwegischer Meister (1998, 1999, 2003, 2005, 2006, 2007 und 2009) und kann sowohl im Angriff als auch der Abwehr spielen.

### International
Für Norwegen nahm Lund an der U18-Junioren-Europameisterschaft 1992 sowie den Junioren-B-Weltmeisterschaften 1993 und 1994 teil. Im Seniorenbereich stand er im Aufgebot seines Landes bei der B-Weltmeisterschaft 2004 sowie bei den A-Weltmeisterschaften 2006, 2007 und 2009. Darüber hinaus spielte er für Norwegen bei den Olympischen Winterspielen 2010 in Vancouver und dem Qualifikationsturnier für diese.

## Erfolge und Auszeichnungen
| - 1998 Norwegischer Meister mit Vålerenga IF Oslo - 1999 Norwegischer Meister mit Vålerenga IF Oslo - 2003 Norwegischer Meister mit Vålerenga IF Oslo - 2005 Norwegischer Meister mit Vålerenga IF Oslo - 2006 Norwegischer Meister mit Vålerenga IF Oslo | - 2007 Norwegischer Meister mit Vålerenga IF Oslo - 2007 GET-ligaen Spieler des Jahres - 2007 Beste Plus/Minus-Bilanz der GET-ligaen - 2009 Norwegischer Meister mit Vålerenga IF Oslo - 2010 Norwegischer Vizemeister mit Vålerenga IF Oslo |

## GET-ligaen-Statistik
(Stand: Ende der Saison 2010/11)